# Apostol Tit
Tit, Apostol Tit ili Sveti Tit (? - 107?) je ime ranog hrišćanskog vođe koga Pavle iz Tarza u svojim poslanicama spominje kao svog saputnika. Zajedno s Pavlom i Barnabom je bio u Antiohiji.
Dio istoričara vjeruje da je „Tit“ u stvari bio nadimak Timoteja Efeškog, ali taj stav nije raširen, te se uglavnom smatra kako je riječ o dvije različite ličnosti.
Prema tradiciji, Pavle je Tita postavio za episkopa u Gortinu na Kritu. Od njegovih relikvija se očuvala lobanja koja se danas čuva u Crkvi Svetog Tita u Heraklionu.
Sveti Tit se slavi kao svetitelj u Rimokatoličkoj, Pravoslavnoj i drevnoistočnim crkvama te među luteranima i anglikancima.
Posebno je sveti Tit upamćen, zajedno sa svetim Pavlom kao apostol Balkana i Hercegovine.
Pravoslavna crkva proslavlja svetog apostola Tita 25. avgusta po julijanskom kalendaru.